# Mestres de l’Escolania de Montserrat
Mestres de l’Escolania de Montserrat („Meister der  Sängerknaben von Montserrat“ (Untertitel: Obres musicals dels monjos del monestir de Montserrat 1500–1800 – „Musikalische Werke der Mönche des Klosters von Montserrat 1500–1800“)) ist eine katalanische Editionsreihe mit musikalischen Werken, die in zwei Abteilungen von Dom David Pujol herausgegeben wurde. Sie erschien in Montserrat seit 1930 in 15 Bänden bis 1992.
Sie enthält unter anderem sämtliche Werke (Obres completes) von Joan Cererols, Miguel López, Narcís Casanoves und Benet Julià.

## Inhaltsübersicht
- 1. Abt.: Joan Cererols, Gesammelte Werke (3 Bde, 1930-32 (web))
  - I, Salms de Vespres, Completes breus, Antífones finals;
  - II, Asperges me, 2 Messen, 2 Requiems;
  - III, Villancicos, Romanzen, Tonos; Miguel López, GA, 1. Bd. (1965, =Bd. VI d. Reihe).

- 2. Abt. (Musica instr.):
  - I (1934), Kl.- u. Org.-Werke v. Miguel López u. Narcís Casanoves.
  - II (1936), Anselm Viola, Concert de baixò obligat i orquestra (Fag.-Konzert), 16 Kl.-Sonaten u. ein Rondo v. F. Rodríguez, Kl.-Sonate v. J. Vinyals.